# 164586 Arlette
164586 Arlette è un asteroide della fascia principale. Scoperto nel 2007, presenta un'orbita caratterizzata da un semiasse maggiore pari a 2,5290477 UA e da un'eccentricità di 0,1280942, inclinata di 6,91133° rispetto all'eclittica.